# Sebastián González
Sebastián Ignacio González Valdés (Viña del Mar; 14 de diciembre de 1978) también conocido como Chamagol, es un exfutbolista y comentarista deportivo chileno. Jugaba de delantero, y sus mejores campañas las realizó en Colo-Colo de Chile y Atlante de México. 
Es sobrino del también futbolista, Francisco "Chamaco" Valdés.
Actualmente se desempeña como gerente deportivo de Club de Deportes Recoleta.

## Trayectoria
Comenzó su carrera cuando llegó a las divisiones inferiores de Colo-Colo en 1991. Debutó en el primer equipo en 1998, con triunfo 3-0 sobre Cobreloa en Santiago. Un año más tarde comenzó a actuar en diferentes encuentros internacionales. 
En 2000 fue sub-goleador de la Copa Chile con 6 anotaciones y en 2002 fue goleador del torneo chileno con 18 tantos. En ese mismo semestre fue transferido al Atlante de México, donde González anotó 13 goles en 19 partidos en el Torneo Apertura, ese año anotó 31 goles lo que le permitió salir cuarto goleador mundial (IFFHS). Al torneo siguiente, marcó otros 16 goles en 16 partidos en el Clausura. En 2003 logró récord al anotar 5 goles en un partido contra Jaguares de Chiapas. En tres años y medio marcó 72 goles, lo que le significó quedar como el tercer goleador histórico de ese club mexicano.
Fue transferido por 4 años a Tigres de la UANL para jugar a partir de enero de 2006. Al término del año fue cedido a préstamo al club Tiburones Rojos de Veracruz, donde solo jugó una temporada y fue nuevamente cedido a préstamo, esta vez al fútbol argentino para defender los colores del Olimpo de Bahía Blanca. A principios de 2008 otra vez es cedido a préstamo, esta vez al Tecos. A mediados de 2008 nuevamente es cedido a préstamo por el club Tigres con el cual mantenía el vínculo contractual, pero esta vez al Club León, equipo de la Liga de Ascenso de México, donde fue capitán. 
Luego de intensas negociaciones y de haber ganado una demanda por incumplimiento de contrato por parte del club Tigres, queda en libertad de acción, con lo cual, gracias a la aceptación de su excompañero Marcelo Barticciotto, ficha en Colo-Colo por 6 meses y es recibido como un verdadero ídolo, ya que es uno de los jugadores más queridos por la hinchada, por su pasado como barrista, haber sido fundamental en la quiebra del club, por ser formado en el club, etc. Ese semestre logró anotar gol histórico por la Copa Libertadores frente al Palmeiras de Brasil. Luego de no ser tomado en cuenta por el entrenador Hugo Tocalli ni por la dirigencia del club para el plantel de Colo-Colo en el segundo semestre de 2009, el delantero expresó que no jugaría por otro club en Chile. Por eso decidió su fichaje por un año en el APOP Kinyras Peyias FC de la Primera División de Chipre con el cual jugó la UEFA Europa League anotando 1 gol frente al club Rapid Viena de Austria y anotando también 1 gol en la final de la Copa de Chipre y 11 goles en el torneo de ese país. En 2010 regresa a México y se presenta ante la afición de Nezahualcóyotl en el Estadio Universidad Tecnológica de Nezahualcóyotl, que le tiene muy buenos recuerdos, y gracias a la amistad y el requerimiento del presidente José Antonio García decide fichar por el Atlante UTN o Potros Neza para jugar en la Liga de Ascenso de México reencontrándose con los colores que lo hicieron triunfar en México siendo éste su filial. 
Al término de ese torneo y tras un intercambio de filiales entre Monarcas Morelia y Atlante, "Chamagol" recala en el Mérida FC filial del Atlante donde la directiva de los potros le prometen al jugador y a la afición que regresaría a vestir los colores del primer equipo del Atlante. Chamagol acepta el reto pero terminado el torneo y luego de haber realizado la pretemporada con el primer equipo le comunican que la promesa no se cumpliría y el jugador decide regresar a su país.
Desde junio de 2011 Chamagol jugó en uno de los clubes grandes de Bolivia, el The Strongest donde fue campeón en el Apertura 2011, jugó Copa Sudamericana y también jugó la Copa Libertadores con el club paceño, donde logró convertir en su segundo partido frente a Juan Aurich, donde los tigres lograron ganar 2-1 quedando en ese momento líderes de su grupo con 6 puntos. En 2012 se consagra bicampeón en Bolivia con su club The Strongest y luego de esto deja el club, llegando al Caracas FC. El 14 de noviembre de 2012 deja de pertenecer al Caracas F.C, el "Rojo" de Venezuela.
El 13 de enero de 2013 se confirma su llegada a Palestino.
El día 17 de julio de 2013 se confirma su llegada a Deportes Temuco, tras una temporada donde no dejó buenos recuerdos en la parcialidad local, por su bajo rendimiento, finalmente se retira del fútbol al término del torneo 2013-14 de la B chilena.
Tras su retiro, se desempeñó como comentarista deportivo en Radio La Clave y Canal del Fútbol. En 2021 se desempeñó como gerente deportivo de Iberia. Al año siguiente, es anunciado en el mismo cargo en Deportes Recoleta.

## Selección chilena
Chamagol debutó por la selección de fútbol de Chile el 21 de marzo de 2001 en un partido amistoso contra la selección de fútbol de Honduras, en el que marcó el único gol chileno (Chile perdió 3-1).
Por competiciones oficiales defendió a Chile en los Juegos Olímpicos de Sídney 2000, donde consiguió la medalla de bronce; jugó la Copa América 2004 además de las Clasificatorias para la Copa del Mundo Corea - Japón 2002 y las Clasificatorias para la Copa del Mundo Alemania 2006, citas en las que Chile fracasó en su intento de clasificar.
Con la selección de fútbol de Chile marcó un total de 3 goles en 14 partidos oficiales, siendo su último partido el 4 de junio de 2005 jugando contra selección de fútbol de Bolivia. Una infantil expulsión suya en dicho compromiso terminaría alejándolo para siempre de la selección.

### Participaciones internacionales en la Selección
| Olimpiadas                      | Sede      | Resultado         | PJ | Goles |
| ------------------------------- | --------- | ----------------- | -- | ----- |
| Juegos Olímpicos de Sídney 2000 | Australia | Medalla de Bronce | 4  | 1     |

| Eliminatorias                    | País                  | Resultado | Posición | PJ | Goles |
| -------------------------------- | --------------------- | --------- | -------- | -- | ----- |
| Eliminatorias Corea y Japón 2002 | Corea del Sur y Japón | Eliminado | 10.º     | 1  | 0     |
| Eliminatorias Alemania 2006      | Alemania              | Eliminado | 7º       | 4  | 1     |

| Copa              | Sede | Resultado   | Partidos | Goles |
| ----------------- | ---- | ----------- | -------- | ----- |
| Copa América 2004 | Perú | Fase Grupos | 3        | 1     |

## Clubes

### Estadísticas
| Club                          | Temporada | Liga  | Liga  | Copa Nacional | Copa Nacional | Copa Internacional | Copa Internacional | Otros | Otros | Total | Total |
| Club                          | Temporada | Part. | Goles | Part.         | Goles         | Part.              | Goles              | Part. | Goles | Part. | Goles |
| ----------------------------- | --------- | ----- | ----- | ------------- | ------------- | ------------------ | ------------------ | ----- | ----- | ----- | ----- |
| Colo-Colo · Chile             | 1998      | 1     | 0     | —             | —             | —                  | —                  | —     | —     | 1     | 0     |
| Colo-Colo · Chile             | 1999      | 20    | 4     | —             | —             | 4                  | 1                  | —     | —     | 24    | 5     |
| Colo-Colo · Chile             | 2000      | 24    | 14    | 9             | 6             | 4                  | 0                  | —     | —     | 35    | 20    |
| Colo-Colo · Chile             | 2001      | 29    | 9     | —             | —             | 5                  | 0                  | —     | —     | 34    | 9     |
| Colo-Colo · Chile             | 2002      | 20    | 18    | —             | —             | —                  | —                  | —     | —     | 20    | 18    |
| Colo-Colo · Chile             | 2009      | 13    | 0     | —             | —             | 5                  | 1                  | —     | —     | 18    | 1     |
| Colo-Colo · Chile             | Total     | 107   | 45    | 9             | 6             | 18                 | 2                  | 0     | 0     | 134   | 53    |
| Atlante · México              | 2002-03   | 33    | 28    | —             | —             | —                  | —                  | —     | —     | 33    | 28    |
| Atlante · México              | 2003-04   | 35    | 14    | —             | —             | —                  | —                  | 3     | 3     | 38    | 17    |
| Atlante · México              | 2004-05   | 35    | 20    | —             | —             | —                  | —                  | 1     | 0     | 36    | 20    |
| Atlante · México              | 2005-06   | 16    | 7     | —             | —             | —                  | —                  | —     | —     | 16    | 7     |
| Atlante · México              | Total     | 119   | 69    | 0             | 0             | 0                  | 0                  | 4     | 3     | 123   | 72    |
| Tigres · México               | 2005-06   | 15    | 3     | —             | —             | 7                  | 3                  | 2     | 1     | 24    | 7     |
| Tigres · México               | 2006-07   | 15    | 6     | —             | —             | —                  | —                  | —     | —     | 15    | 6     |
| Tigres · México               | Total     | 30    | 9     | 0             | 0             | 7                  | 3                  | 2     | 1     | 39    | 13    |
| Veracruz · México             | 2006-07   | 16    | 1     | —             | —             | —                  | —                  | —     | —     | 16    | 1     |
| Veracruz · México             | Total     | 16    | 1     | 0             | 0             | 0                  | 0                  | 0     | 0     | 16    | 1     |
| Olimpo Argentina              | 2007      | 17    | 3     | —             | —             | —                  | —                  | —     | —     | 17    | 3     |
| Olimpo Argentina              | Total     | 17    | 3     | 0             | 0             | 0                  | 0                  | 0     | 0     | 17    | 3     |
| Tecos · México                | 2007-08   | 14    | 5     | —             | —             | —                  | —                  | —     | —     | 14    | 5     |
| Tecos · México                | Total     | 14    | 5     | 0             | 0             | 0                  | 0                  | 0     | 0     | 14    | 5     |
| Club León · México            | 2008-09   | 17    | 6     | —             | —             | —                  | —                  | —     | —     | 17    | 6     |
| Club León · México            | Total     | 17    | 6     | 0             | 0             | 0                  | 0                  | 0     | 0     | 17    | 6     |
| APOP Kinyras Peyias FC Chipre | 2009-10   | 24    | 8     | —             | —             | 2                  | 1                  | —     | —     | 26    | 9     |
| APOP Kinyras Peyias FC Chipre | Total     | 24    | 8     | 0             | 0             | 2                  | 1                  | 0     | 0     | 26    | 9     |
| Atlante UTN · México          | 2010-11   | 11    | 4     | —             | —             | —                  | —                  | —     | —     | 11    | 4     |
| Atlante UTN · México          | Total     | 11    | 4     | 0             | 0             | 0                  | 0                  | 0     | 0     | 11    | 4     |
| Mérida FC · México            | 2010-11   | 15    | 4     | —             | —             | —                  | —                  | —     | —     | 15    | 4     |
| Mérida FC · México            | Total     | 15    | 4     | 0             | 0             | 0                  | 0                  | 0     | 0     | 15    | 4     |
| The Strongest Bolivia         | 2011-12   | 29    | 10    | —             | —             | 7                  | 1                  | —     | —     | 36    | 11    |
| The Strongest Bolivia         | Total     | 29    | 10    | 0             | 0             | 7                  | 1                  | 0     | 0     | 36    | 11    |
| Caracas · Venezuela           | 2012-13   | 9     | 0     | —             | —             | —                  | —                  | —     | —     | 9     | 0     |
| Caracas · Venezuela           | Total     | 9     | 0     | 0             | 0             | 0                  | 0                  | 0     | 0     | 9     | 0     |
| Palestino · Chile             | 2013      | 4     | 0     | —             | —             | —                  | —                  | —     | —     | 4     | 0     |
| Palestino · Chile             | Total     | 4     | 0     | 0             | 0             | 0                  | 0                  | 0     | 0     | 4     | 0     |
| Deportes Temuco · Chile       | 2013-14   | 16    | 2     | 3             | 0             | —                  | —                  | —     | —     | 19    | 2     |
| Deportes Temuco · Chile       | Total     | 16    | 2     | 3             | 0             | 0                  | 0                  | 0     | 0     | 19    | 2     |
| Total                         | Total     | 428   | 166   | 12            | 6             | 34                 | 7                  | 6     | 4     | 480   | 183   |

## Palmarés

### Campeonatos nacionales
| Título           | Club          | País    | Año    |
| ---------------- | ------------- | ------- | ------ |
| Primera División | Colo-Colo     | Chile   | 1998   |
| InterLiga        | Tigres        | México  | 2006   |
| Primera División | The Strongest | Bolivia | 2011-A |
| Primera División | The Strongest | Bolivia | 2012-C |

### Campeonatos internacionales
| Título           | Club              | País      | Año  |
| ---------------- | ----------------- | --------- | ---- |
| Juegos Olímpicos | Selección Chilena | Australia | 2000 |

### Distinciones individuales
| Distinción                                      | Año  |
| ----------------------------------------------- | ---- |
| Goleador de Primera División de Chile           | 2002 |
| Cuarto Goleador Mundial 2002 (31 Goles) - IFFHS | 2002 |
| Mejor Delantero Trofeo COMEX                    | 2003 |